# Luis Rollán
Luis Rollán (Sevilla, 17 de marzo de 1976) es un colaborador de televisión, presentador y actor español.

## Biografía
Cursó estudios de arte dramático e imagen y sonido. Más adelante, en 1992, comenzó en la radio de la mano de 40 principales, tras eso estuvo varios años en la radio hasta que llegó a la televisión como actor para las series ¡Ala... Dina! y La casa de los líos, donde interpretó a Jami.
Después de su debut como actor, comenzó a colaborar en diversos espacios de televisión gracias a su faceta como periodista, en la que continúa en la actualidad. Así, en 2001 comenzó a colaborar en Sabor a ti y en los años siguientes colaboró en Como la vida, A la carta, Cada día, El programa de Ana Rosa, La Noria, Sálvame, Sálvame Deluxe, ¡Qué tiempo tan feliz! y La mañana de La 1.
Además de su faceta como colaborador, también escribe semanalmente para la revista Diez minutos desde 2014 y tiene su propio blog donde hace críticas de televisión y comenta programas.
Por otro lado, ha presentado algunas galas en TVE y en 2015 fue copresentador de Reyes y estrellas, el programa especial de las Navidades.
En 2017 comenzó a colaborar en Viva la Vida presentado por Emma García en Telecinco. En 2020 comenzó a colaborar en A propósito de Supervivientes presentado por Sonsoles Ónega en Telecinco y en el mismo año comienza a colaborar en el programa de Cristina Tárrega en Animales nocturnos en Telecinco.

## Vida personal
Tras un año de relación con su novio, el 18 de junio de 2011 se casó con Alejo Pascual en Alella (Barcelona), donde fueron invitados algunos famosos como Ana Obregón, Isabel Pantoja, María Pineda o Belén Esteban. Ocho años más tarde, el 24 de agosto de 2019, el periodista anunció su separación.

## Televisión

### Programas de televisión
| Programas de televisión | Programas de televisión               | Programas de televisión | Programas de televisión     |
| Año                     | Título                                | Cadena                  | Notas                       |
| ----------------------- | ------------------------------------- | ----------------------- | --------------------------- |
| 1997                    | World Dance Music                     | Canal Sur               | Copresentador               |
| 1998                    | ''Séptimo de caballería               | TVE                     | Colaborador                 |
| 2000                    | A prueba de estrellas                 | Antena 3                | Colaborador                 |
| 2000                    | El patito feo                         | Antena 3                | Colaborador                 |
| 2001 - 2002             | Rumore, rumore                        | Antena 3                | Reportero                   |
| 2001 - 2004             | Sabor a ti                            | Antena 3                | Colaborador                 |
| 2002                    | Abierto al anochecer                  | Antena 3                | Colaborador                 |
| 2003 - 2004             | Como la vida                          | Antena 3                | Colaborador                 |
| 2003 - 2005             | DEC                                   | Antena 3                | Colaborador                 |
| 2004                    | A la carta                            | Antena 3                | Colaborador                 |
| 2004                    | Mirando al mar                        | Antena 3                | Colaborador                 |
| 2004 - 2005             | Cada día                              | Antena 3                | Colaborador                 |
| 2004 - 2008             | Corazón del milenio                   | Canal 7                 | Colaborador                 |
| 2005 - 2006             | TNT                                   | Telecinco               | Colaborador                 |
| 2005 - 2011             | El programa de Ana Rosa               | Telecinco               | Colaborador                 |
| 2006 - 2007             | Sábado Dolce Vita                     | Telecinco               | Colaborador                 |
| 2007                    | Nadie es perfecto                     | Telecinco               | Colaborador                 |
| 2008 - 2011             | La Noria                              | Telecinco               | Colaborador                 |
| 2010 - 2012             | Sálvame                               | Telecinco               | Colaborador                 |
| 2010 - 2012             | Sálvame Deluxe                        | Telecinco               | Colaborador                 |
| 2010 - 2015             | ¡Qué tiempo tan feliz!                | Telecinco               | Colaborador                 |
| 2014 - 2015             | La mañana de La 1                     | TVE                     | Colaborador                 |
| 2015                    | Reyes y estrellas                     | TVE                     | Copresentador               |
| 2016                    | Gran Hermano VIP: El Debate           | Telecinco               | Colaborador                 |
| 2016                    | Supervivientes: El Debate             | Telecinco               | Colaborador                 |
| 2016 - 2018             | Mujeres y hombres y viceversa         | Telecinco               | Asesor del Amor             |
| 2018 - 2020             | Cazamariposas                         | Divinity                | Colaborador                 |
| 2018 - 2019             | Ya es mediodía                        | Telecinco               | Colaborador                 |
| 2017 - 2022             | Viva la vida                          | Telecinco               | Colaborador                 |
| 2020                    | A propósito de Supervivientes         | Telecinco               | Colaborador                 |
| 2020                    | Animales nocturnos                    | Telecinco               | Colaborador                 |
| 2021                    | Secret Story: La casa de los secretos | Telecinco               | Concursante - 4.º finalista |
| 2022 - presente         | Fiesta                                | Telecinco               | Colaborador                 |
| 2022                    | El debate de las tentaciones          | Telecinco               | Colaborador                 |
| 2024                    | La vida sin filtros                   | Telecinco               | Colaborador                 |
| 2024                    | TardeAR                               | Telecinco               | Colaborador                 |

### Invitado a programas
| Invitado a Programas | Invitado a Programas | Invitado a Programas | Invitado a Programas |
| Año                  | Título               | Cadena               | Notas                |
| -------------------- | -------------------- | -------------------- | -------------------- |
| 2022                 | Mi casa es la tuya   | Telecinco            | Invitado             |

### Series de televisión
| Series de televisión | Series de televisión | Series de televisión | Series de televisión | Series de televisión |
| Año                  | Título               | Cadena               | Personaje            | Notas                |
| -------------------- | -------------------- | -------------------- | -------------------- | -------------------- |
| 1999 - 2000          | La casa de los líos  | Antena 3             | Jami                 | 12 episodios         |
| 2000                 | ¡Ala... Dina!        | TVE                  | Luis                 | 1 episodio           |

### Películas
| Películas | Películas | Películas | Películas    |
| Año       | Título    | Personaje | Notas        |
| --------- | --------- | --------- | ------------ |
| 2008      | 219       | Luis      | Cortometraje |
| 2014      | La Fuga   | Fugado    | Cortometraje |